# Eupithecia steeleae
Eupithecia steeleae är en fjärilsart som beskrevs av Fletcher 1951. Eupithecia steeleae ingår i släktet Eupithecia och familjen mätare. Inga underarter finns listade i Catalogue of Life.